# Giampaolo Pavanello
Giampaolo Pavanello (né le 27 mars 1934 à Venise et mort le 14 juillet 2015 à Varano de' Melegari) est un dirigeant sportif italien et une personnalité de la course automobile. 

## Biographie
Giampaolo Pavanello a notamment fondé l'écurie Euroracing, plusieurs fois titrée en Formule 3. Grâce à ces succès, il accède à la direction de l'antenne sportive d'Alfa Romeo, Autodelta pour gérer l'engagement du constructeur en Formule 1. Après le retrait d'Alfa Romeo, faute de résultats, Giampaolo Pavanello s'associe à Walter Brun pour créer l'écurie de Formule 1 Eurobrun Racing. Il cède l'ensemble de ses parts à son associé en 1990.

### En Formule 3
Présent dans le milieu automobile depuis les années 1970, Giampaolo Pavanello est le fondateur de l'écurie de course Euroracing, initialement engagée en Formule 3 italienne. En 1980, Michele Alboreto remporte le championnat d'Europe de Formule 3 sur une March 803 à moteur Alfa Romeo,,. 
La saison suivante, Mauro Baldi, au volant d'une March 813-Alfa Romeo, remporte à nouveau le championnat,,. À la fin de la saison, à la suite du départ de March, Giampaolo Pavanello devient constructeur à part entière en transformant le châssis March. La monocoque est affinée, la voie avant élargie, les suspensions avant et arrière modifiées et, grâce à une nouvelle aérodynamique, la vitesse de pointe est accrue. 
En 1982, Oscar Larrauri, au volant d'une Euroracing 813 S-Alfa Romeo, remporte à son tour le championnat d'Europe, le troisième consécutif de l'équipe italienne,,. 
En 1983, le châssis Euroracing est revendu à Carlo Brambilla, fils de Vittorio Brambilla, l'écurie quittant le championnat de Formule 3 pour passer à la Formule 1 avec Alfa Romeo. 

### En Formule 1 au sein d'Autodelta/Alfa Romeo
À partir de 1983, la structure Autodelta qui gère l'engagement en Formule 1 de l'écurie Alfa Romeo est supervisée par Giampaolo Pavanello via Euroracing. La gestion de l'écurie est un échec patent, Alfa Romeo n'inscrivant aucun point en 1985, ce qui conduit au retrait du constructeur Alfa Romeo des Grands Prix de Formule 1,,,. 
Euroracing revient en Formule 3 en 1987 puis passe à la Formule 3000 l'année suivante. 

### En Formule 1 avec Eurobrun
Le pilote argentin Oscar Larrauri, qui pilote des Porsche en endurance au sein de l'écurie de Walter Brun, propose à ses employeurs actuel et passé, Walter Brun et Giampaolo Pavanello, de créer une nouvelle écurie de Formule 1,. Il met les deux hommes en contact en juillet 1987, et l'écurie Eurobrun Racing est fondée en septembre, Walter Brun et Giampaolo Pavanello en détenant chacun 50 %. Le siège social de la société est basé à Senago, près de Milan, dans les locaux d'Euroracing. Pavanello est responsable technique de l'équipe tandis que Brun en est le directeur.
Après le retrait d'Autodelta-Alfa Romeo du championnat du monde à la fin de la saison 1985, Giampaolo Pavanello a conservé des exemplaires des châssis Alfa 183T, Alfa 184T et Alfa 185T puisqu'Euroracing était chargée de leur conception,. Mario Tolentino, à l'origine de la conception de ces châssis et toujours en fonction chez Euroracing, souhaite s'inspirer de ses précédentes créations pour créer l'Eurobrun ER188. Les Eurobrun ER188 font leur apparition à l'occasion du Grand Prix inaugural au Brésil. Les pilotes Oscar Larrauri et Stefano Modena franchissent les deux couperets que sont les préqualifications et les qualifications. 
Toutefois, à la mi-saison, Eurobrun n'a pas inscrit le moindre point en championnat du monde et le torchon brûle entre Walter Brun et Giampaolo Pavanello, le Suisse reprochant à son associé son manque de professionnalisme son insuffisante implication dans le développement et dans la recherche de fiabilité de la monoplace,. Walter Brun se plaint de supporter seul le financement de l'équipe, Euroracing ne s'investissant pas dans la recherche de partenaires financiers et de commanditaires sportifs. À l'automne, la situation se détériore encore entre les deux associés et Giampaolo Pavanello souhaite l'écurie pour s'engager sous le nom Euroracing en 1989. Brun semble prêt à lui céder ses parts pour investir dans une autre écurie de Formule 1 et se tourne alors vers Brabham Racing Organisation. En novembre 1988, Walter Brun annonce avoir acquis Brabham mais, en janvier 1989, se réinvestit pleinement dans son écurie en rachetant une partie des parts de Giampaolo Pavanello qui souhaite désormais progressivement se désengager. Plusieurs membres d'Euroracing restent fidèles à Walter Brun et collaborent à la création de la nouvelle monoplace tandis que Pier Luigi Corbari, un ancien d'Autodelta remplace Giampaolo Pavanello à la direction technique.  Le bilan de la saison est catastrophique pour Eurobrun puisqu'aucun de ses pilotes n'a pris le départ d'une course. Giampaolo Pavanello cède alors toutes ses parts à Walter Brun et quitte la discipline.